# Igiene astronautica
L'igiene astronautica valuta, e mitiga, i pericoli e i rischi per la salute di coloro che lavorano in ambienti a bassa gravità. La disciplina dell'igiene astronautica comprende temi quali l'uso e la manutenzione dei sistemi di supporto vitale, i rischi dell'attività extraveicolare, i rischi di esposizione a sostanze chimiche o radiazioni, la caratterizzazione dei pericoli, le questioni relative al fattore umano e lo sviluppo di strategie di gestione dei rischi. L'igiene astronautica lavora fianco a fianco con la medicina spaziale per garantire che gli astronauti siano sani e sicuri quando lavorano nello spazio.

## Panoramica
Quando gli astronauti si muovono nello spazio, sono esposti a numerosi pericoli, come radiazioni, microbi all' interno del veicolo spaziale, polveri tossiche superficiali planetarie, ecc. Durante un viaggio nello spazio, gli igienisti astronautici lavorano alla raccolta di dati riguardanti una moltitudine di temi. Una volta raccolti i dati, li analizzano per determinare, tra l'altro, i rischi per la salute umana dovuti all'esposizione a varie sostanze chimiche all'interno del veicolo spaziale e ad altre tossine durante il volo. Da qui, gli igienisti possono determinare le misure appropriate da adottare per mitigare l'esposizione alle sostanze chimiche nocive.
Una volta sulla superficie di una luna o di un pianeta, l'igienista astronautico dovrebbe anche raccogliere dati sulla natura della polvere e sui livelli di radiazione della superficie. Da questa analisi, si determinerebbero i rischi per la salute degli astronauti e si ricaverebbero conclusioni su come prevenire o controllare l'esposizione.
I principali compiti dell'igienista astronautico si articolano come segue:
1. Intraprendere e contribuire alla ricerca laddove una valutazione adeguata dei rischi per la salute è fondamentale, ad esempio nello sviluppo di strategie efficaci di attenuazione delle polveri per l'esplorazione lunare.
2. Essere attivamente impegnati nella ideazione di tecniche di mitigazione dei rischi, ad esempio tute spaziali a bassa trattenuta/rilascio di polvere e facilità di movimento.
3. Fornire una procedura di risoluzione dei problemi in volo, ad esempio per identificare il pericolo, valutare i rischi per la salute e determinare le misure di attenuazione.
4. Fornire consulenza a governi quali l'Agenzia Spaziale del Regno Unito sulle più efficaci misure di mitigazione dei rischi per i voli con equipaggio.
5. Agire come elemento centrale di coordinamento tra le altre discipline della scienza spaziale.
6. Fornire informazioni, istruzioni e formazione sulla definizione di standard, sugli effetti dell'esposizione sulla salute, sull'identificazione dei pericoli e sull'uso dei protocolli di controllo.
7. Fornire un modo olistico per proteggere la salute degli astronauti.

L'Orion Spacecraft è una navicella spaziale euro-americana destinata a trasportare un equipaggio di quattro astronauti per missioni in bassa orbita terrestre (LEO) e oltre. Attualmente in fase di sviluppo da parte della NASA e dell'Agenzia spaziale europea (ESA) per il lancio sul Space Launch System. Orion conterrà sostanze potenzialmente pericolose come ammoniaca, idrazina, freon, tetrossido di diazoto e composti organici volatili, per cui sarà necessario prevenire o controllare l'esposizione a tali sostanze durante il volo. Igienisti astronautici negli Stati Uniti, nell'Unione Europea, singoli igienisti astronautici del Regno Unito ed esperti di medicina spaziale stanno sviluppando misure atte a ridurre l'esposizione a queste sostanze.
Il Dr. John R. Cain (un esperto di controllo del rischio sanitario del governo britannico) è stato il primo scienziato a definire la nuova disciplina dell'igiene astronautica. L'istituzione dell'Agenzia Spaziale del Regno Unito e della Space Life and Biomedical Sciences Association (UK Space LABS) considerano lo sviluppo e la diffusione dei principi dell'igiene astronautica come un mezzo importante per proteggere la salute degli astronauti che lavorano (ed eventualmente vivono) nello spazio.

## Pulizia e gestione dei rifiuti
Quando si ha a che fare con ambienti a bassa gravità, sorgono problemi di pulizia e smaltimento dei rifiuti. Sulla Stazione spaziale internazionale non ci sono docce e gli astronauti fanno invece brevi lavaggi con una spugna, utilizzando un panno per il lavaggio e un altro per il risciacquo. Poiché la tensione superficiale fa sì che l'acqua e le bolle di sapone aderiscano alla pelle, è necessaria pochissima acqua. Si impiega sapone speciale senza risciacquo e speciali shampoo senza risciacquo. Poiché una toilette a filo pavimento non funzionerebbe, è stata progettata una toilette speciale con capacità di aspirazione. Mentre il design è quasi lo stesso, il sistema utilizza un flusso d'aria, piuttosto che acqua. Nel caso dello Space Shuttle, l'acqua sporca veniva scaricata nello spazio mentre i rifiuti solidi venivano compressi in un'area di stoccaggio e smaltiti quando lo Shuttle tornava a terra. L'attuale modello di toilette è stato lanciato per la prima volta sull'STS-54 nel 1993, dispone di una capacità di stoccaggio illimitata, mentre le precedenti avevano 14 giorni di capacità. Il nuovo modello ha un ambiente privo di odori.

### Controllo dei gas in veicoli spaziali
La produzione di gas tossici avviene per effetto di materiali non metallici, ad esempio rivestimenti superficiali, adesivi, elastomeri, solventi, detergenti, liquidi di scambio termico, ecc. Al di sopra di specifiche concentrazioni, se inalati, i gas possono influire sulla capacità dell'equipaggio di svolgere efficacemente il proprio lavoro.
La maggior parte dei dati tossicologici riguardanti l'esposizione ai gas si basano su rilevamenti fatti a terra, ovvero su un periodo di lavoro di 8 ore e perciò non applicabile al lavoro su veicoli spaziali. È stato necessario stabilire nuovi tempi di esposizione specifici per le missioni spaziali in cui l'esposizione può essere ininterrotta fino a 2 settimane o più 24 ore su 24.
I limiti di esposizione si basano su:
- Condizioni operative del veicolo spaziale "normali".
- Situazioni di "emergenza".

In condizioni normali, ci sono tracce di gas contaminanti, come l'ammoniaca, provenienti dalla normale emissione di gas a temperatura ambiente e a temperature elevate. Altri gas si originano dalle riserve di gas per la respirazione e dagli stessi membri dell'equipaggio. In caso di emergenza, i gas possono essere causati da surriscaldamento, sversamenti, rotture nel circuito del refrigerante (glicole etilenico) e dalla pirolisi di componenti non metallici. Come è stato evidenziato durante le missioni Apollo, il monossido di carbonio è una delle principali minacce per gli equipaggi spaziali. I gas residui emessi possono essere controllati utilizzando filtri all'idrossido di litio per intrappolare l'anidride carbonica e filtri a carboni attivi per intrappolare altri gas.
I gas nella cabina possono essere misurati con la gascromatografia, la spettrometria di massa e la spettrofotometria a infrarossi. Vengono esaminati campioni di aria del veicolo spaziale sia prima che dopo il volo per verificarne le concentrazioni gassose. I filtri a carboni attivi possono essere esaminati per verificare la presenza di tracce di gas. Le concentrazioni rilevate possono essere confrontate con i limiti di esposizione appropriati. Se le esposizioni sono elevate, aumentano i rischi per la salute. Il campionamento continuo delle sostanze pericolose è essenziale per poter adottare misure adeguate in caso di esposizione prolungata.
Sono numerose sostanze volatili presenti durante un volo, e normalmente sono al di sotto dei valori limite di concentrazione stabilita dalla NASA. Se l'esposizione della cabina di un velivolo spaziale a specifiche sostanze chimiche è inferiore ai loro TLV e SMAC, si stima che i rischi per la salute in seguito ad inalazione saranno ridotti.

### Concentrazioni massime ammissibili del veicolo spaziale
Gli SMAC (Spacecraft Maximum Allowable Concentrations) sono linee guida per gestire le esposizioni chimiche durante le operazioni normali e di emergenza a bordo dei veicoli spaziali. Gli SMAC a breve termine si riferiscono a concentrazioni di sostanze sospese nell'aria, quali gas e vapori, che non comprendono l'esecuzione di compiti specifici da parte degli astronauti in condizioni di emergenza o che non causano gravi ripercussioni tossiche. Gli SMAC a lungo termine sono finalizzati ad evitare effetti nocivi per la salute e a prevenire qualsiasi cambiamento significativo nelle prestazioni dell'equipaggio in caso di esposizione continua per 180 giorni a sostanze chimiche.
I dati relativi all'igiene astronautica necessari per lo sviluppo dei SMAC comprendono:
- Caratterizzazione chimico-fisica della sostanza chimica tossica.
- Studi di tossicità animale.
- Studi clinici sull'uomo.
- Esposizioni umane accidentali.
- Studi epidemiologici.
- Studi di tossicità in vitro.

## Pericoli dovuti alla polvere lunare

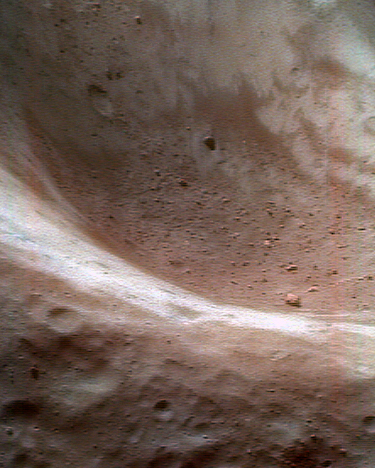
Regolite nel cratere lunare Eros

La polvere lunare o regolite è lo strato di particelle sulla superficie della Luna ed è solitamente inferiore a 100 μm, le forme dei grani sono tendenzialmente allungate. L'esposizione per inalazione a questa polvere può causare difficoltà respiratorie dovute anche alla tossicità della polvere, può anche offuscare le visiere degli astronauti. Aderisce anche alle tute spaziali sia meccanicamente (a causa delle forme dei grani) che elettrostaticamente. Durante le missioni Apollo, la polvere ha anche usurato il tessuto delle tute spaziali.
Nel corso di future esplorazioni lunari, occorrerà valutare i rischi di esposizione alla polvere e effettuare un adeguato controllo dell'esposizione. Le misure richieste potranno includere la misurazione delle concentrazioni di polveri di superficie, campi elettrici superficiali, la massa della polvere, la velocità, la carica e le caratteristiche del plasma.

### Deposizione di particelle inalate
Il grado di risposta infiammatoria nel polmone dipende dal luogo in cui si depositano le particelle di polvere lunare. Nella deposizione a 1G, ovvero alla forza di gravità terrestre, le vie aeree centrali riducono il trasporto delle particelle fini alla periferia polmonare. Sulla Luna, con gravità frazionata, le particelle fini inalate si depositano in regioni più periferiche del polmone. Pertanto, a causa del ridotto tasso di sedimentazione nella gravità lunare, particelle sottili di polvere si depositeranno negli alveoli polmonari, aumentando le probabilità di danni al polmone.

### Controllo dell'esposizione alla polvere
Oltre all'utilizzo di aspiratori, poiché la frazione fine della polvere lunare è magnetica, si dovrebbero sviluppare tecniche di separazione magnetica ad alto potenziale per rimuoverla dalle tute spaziali. Inoltre, gli aspiratori possono essere utilizzati per rimuovere la polvere dalle tute spaziali.
Si utilizzata la spettrometria di massa per monitorare la qualità dell'aria nella cabina di un veicolo spaziale. I risultati vengono utilizzati per valutare i rischi durante i voli spaziali, ad esempio confrontando un determinato gas con il suo SMAC. Se i livello sono troppo elevato, sarà necessario adottare misure correttive idonee a ridurne la concentrazione e i rischi per la salute.

## Pericoli microbiologici

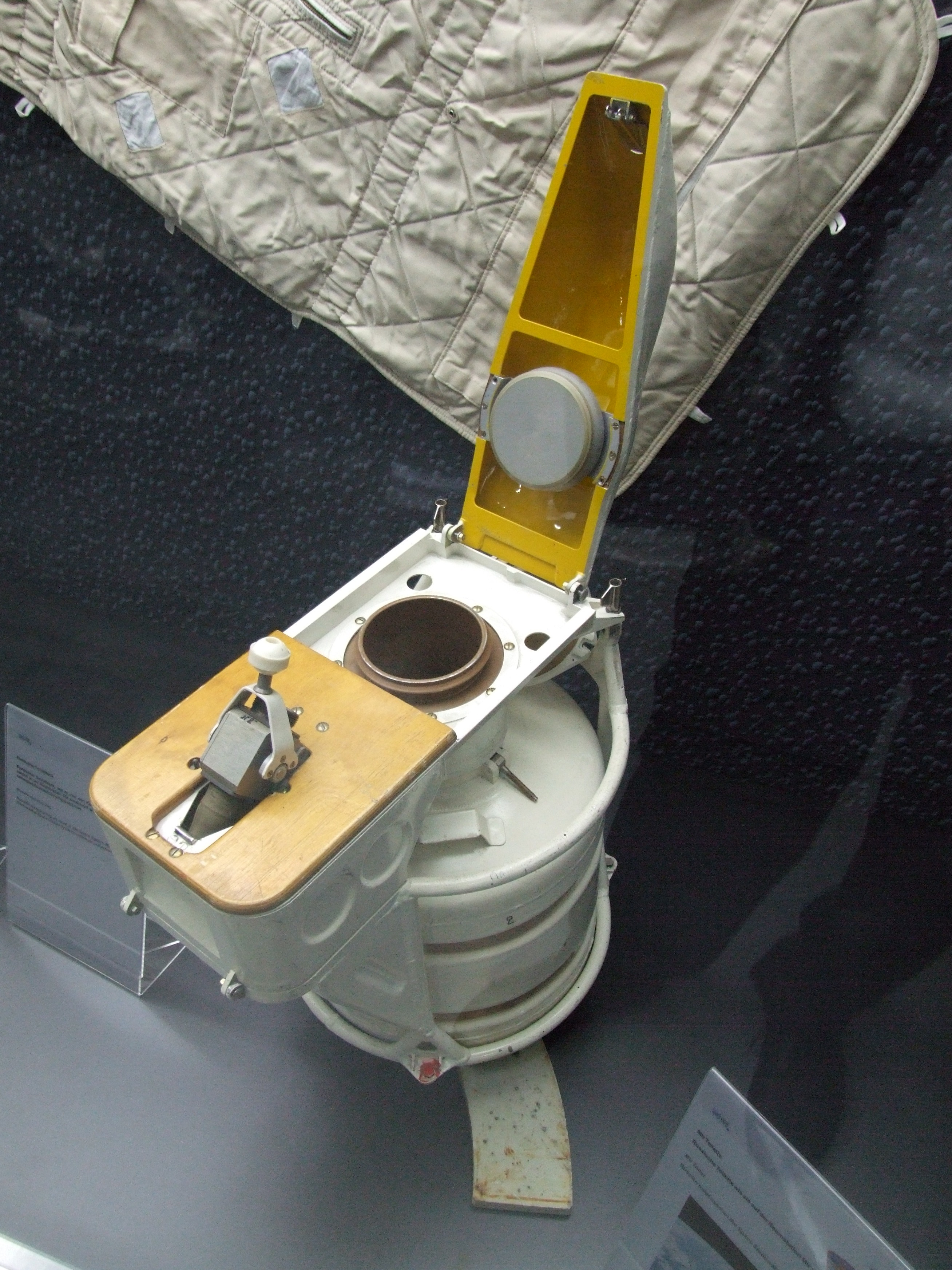
Toilette spaziale della Mir

Durante i voli spaziali, è comune il trasferimento di microbi tra i membri dell'equipaggio. L'equipaggio di Skylab 1 è stato colpito da diverse malattie di origine batteriologica. La contaminazione microbica nello Skylab è stata trovata molto elevata. Lo Staphylococcus aureus e l'Aspergillus sono stati rilevati dall'aria e nelle superfici durante diverse missioni spaziali. I microbi non sedimentano in microgravità, il che si traduce in aerosol persistenti nell'aria con densità microbiche elevate, in particolare se i sistemi di filtraggio dell'aria non sono ben mantenuti.
I dispositivi di raccolta delle urine producono il batterio Proteus mirabilis, associato alle infezioni delle vie urinarie, per questo motivo, gli astronauti possono essere molto esposti a questo tipo di infezione. Un esempio è la missione Apollo 13, durante la quale il pilota del modulo lunare ha contratto un'infezione acuta del tratto urinario curata poi con due settimane di terapia antibiotica.
I biofilm possono contenere una miscela di batteri e funghi che possono danneggiare le apparecchiature elettroniche ossidando diversi componenti, ad esempio i cavi in rame. Questi organismi fioriscono perché sopravvivono grazie alla materia organica rilasciata dalla pelle dell'astronauta. Gli acidi organici prodotti dai microbi, in particolare i funghi, possono corrodere l'acciaio, il vetro e la plastica. Inoltre, su un velivolo spaziale, a causa dell'aumento dell'esposizione alle radiazioni, è probabile che vi siano più mutazioni microbiche.
Data la possibilità che i microbi causino infezioni e siano potenzialmente in grado di danneggiare vari componenti vitali per il funzionamento del velivolo spaziale, è importante che i rischi siano valutati e, se necessario, gestiti attraverso il monitoraggio dei livelli di crescita microbica e mediante l'uso di una buona igiene astronautica. Ad esempio, campionando frequentemente l'aria e le superfici delle cabine per rilevare i primi segni di un aumento della contaminazione microbica, mantenendo le superfici pulite con l'uso di indumenti disinfettati, assicurando che tutte le attrezzature siano manutenute correttamente, in particolare i sistemi di supporto vitale e aspirando regolarmente il veicolo spaziale per rimuovere la polvere, ecc. È probabile che durante le prime missioni con equipaggio su Marte i rischi di contaminazione microbica possano essere sottovalutati se non si applicheranno i principi di igiene astronautica. Sono pertanto necessarie ulteriori ricerche in questo campo per poter valutare i rischi di esposizione e sviluppare le misure necessarie per mitigare la crescita microbica.

### Microbi e microgravità nello spazio
Sono oltre cento i ceppi di batteri e funghi identificati dalle missioni spaziali con equipaggio. Questi microrganismi sopravvivono e si riproducono nello spazio. Si stanno compiendo molti sforzi per garantire che i rischi derivanti dalla contaminazione microbica siano significativamente ridotti. Di prassi i veicoli spaziali sono sterilizzati mediante lavaggio con agenti antimicrobici quali l'ossido di etilene e il cloruro di metile, e gli astronauti vengono messi in quarantena per diversi giorni prima di una missione. Tuttavia, queste misure riescono solo a ridurre le popolazioni microbiche e non a eliminarle. La microgravità può aumentare la virulenza di microbi specifici. È quindi importante studiare i meccanismi responsabili di questo fenomeno e attuare i controlli appropriati per garantire che gli astronauti, in particolare quelli immunocompromessi, non ne risentano.

## Rischi anatomici dovuti all'ambiente
Il lavoro di Càin ("Spaceflight" dicembre 2007) e altri hanno evidenziato la necessità di comprendere i pericoli e i rischi del lavoro in un ambiente a bassa gravità. Ad esempio, gli effetti generali sul corpo del volo spaziale o della riduzione della gravità, come può accadere sulla Luna o durante l'esplorazione di Marte, includono fattori fisici come la diminuzione del peso, la pressione dei fluidi, la convezione e la sedimentazione. Questi cambiamenti influiranno sui fluidi corporei, sui recettori di gravità e sulla struttura ossea. Il corpo si adatterà a questi cambiamenti nel corso del tempo trascorso nello spazio. Ci saranno anche cambiamenti psicosociali causati dal viaggiare nello spazio confinato di un veicolo spaziale. L'igiene astronautica (e la medicina spaziale) deve affrontare questi problemi, in particolare i probabili cambiamenti comportamentali dell'equipaggio, altrimenti le misure sviluppate per controllare i potenziali rischi e pericoli per la salute non saranno mantenute. Ad esempio, qualsiasi diminuzione delle comunicazioni, delle prestazioni e della risoluzione dei problemi potrebbe avere effetti devastanti.
Durante l'esplorazione spaziale, ci sarà la probabilità che si sviluppi una dermatite da contatto, in particolare in caso di esposizione a prodotti sensibilizzanti della cute come gli acrilati. Tali malattie cutanee potrebbero mettere a repentaglio una missione a meno che non vengano adottate misure appropriate per identificare la fonte dell'esposizione, valutare i rischi per la salute e quindi determinare i mezzi per ridurre l'esposizione.

### Rumore
Le ventole, i compressori, i motori, i trasformatori, le pompe, ecc. della Stazione spaziale internazionale (ISS) generano rumore. Con il moltiplicarsi delle attrezzature, anche la rumorosità tende a moltiplicarsi. L'astronauta Tom Jones ha affermato che il rumore era un problema soprattutto nei primi giorni a bordo della stazione spaziale, perciò gli astronauti indossavano protezioni acustiche. Oggi, la protezione dell'udito non è più necessaria e le camere da letto sono insonorizzate.
Il programma spaziale russo non ha mai dato alta priorità ai livelli di rumore sperimentati dai suoi cosmonauti. Sulla Mir i livelli di rumore raggiungevano anche i 70-72 dB, poco sotto i 75 decibel, ovvero la soglia oltre la quale si può iniziare ad avere una perdita uditiva. Oltre ai rischi per la salute, alti rumori potrebbero far sì che non si sentano gli allarmi di avvertimento di pericolo. Per ridurre i rischi legati al rumore, gli ingegneri della NASA hanno costruito apparecchiature con una riduzione integrata del rumore. Una pompa depressurizzata che produce 100 dB può ridurre i livelli di rumore a 60 dB se le vengono montati quattro supporti di isolamento. L'uso di cuffie protettive non è incoraggiato perché sono in grado di bloccare i segnali di allarme. Sono necessarie ulteriori ricerche in questo campo e in altre aree di igiene astronautica, ad esempio misure per ridurre i rischi di esposizione alle radiazioni, metodi per creare gravità artificiale, sistemi di monitoraggio delle sostanze pericolose più sensibili, migliori sistemi di supporto vitale e maggiori dati tossicologici sui rischi della polvere marziana e lunare.

## Pericoli da radiazione
La radiazione spaziale è costituita da particelle ad alta energia come protoni, particelle alfa e particelle più pesanti provenienti da sorgenti come i raggi cosmici, particelle solari energetiche provenienti da eruzioni solari. Le esposizioni dell'equipaggio della stazione spaziale saranno molto più elevate rispetto a quelle della Terra e gli astronauti non schermati possono subire gravi effetti sulla salute se non protetti. La radiazione cosmica è estremamente penetrante e potrebbe non essere possibile costruire scudi di profondità sufficiente a prevenire o controllare l'esposizione.

### Radiazioni intrappolate
Il campo magnetico terrestre è la causa della formazione delle cinture di radiazione intrappolate che circondano la Terra. La ISS orbita ad una quota compresa tra 370 km e 500 km, nota come Orbita terrestre bassa (LEO). Le dosi di radiazione intrappolate nella LEO diminuiscono durante il massimo solare e aumentano durante il minimo solare. Le esposizioni più elevate si verificano nella regione dell'Anomalia del Sud Atlantico.

### Radiazione cosmica
Questa radiazione proviene dall'esterno del sistema solare e consiste in nuclei atomici ionizzati di idrogeno, elio e uranio. Per via della sua energia, la radiazione cosmica è molto penetrante. Una schermatura da sottile a media è efficace nel ridurre la dose equivalente proiettata, ma con l'aumentare dello spessore della schermatura, l'efficacia della stessa diminuisce.

### Particelle solari
Consistono in emissioni nello spazio interplanetario di elettroni energetici, protoni, particelle alfa durante le eruzioni solari. Durante i periodi di massima attività solare, la frequenza e l'intensità delle eruzioni solari aumenteranno. In generale, i protoni solari si manifestano solo una o due volte a ciclo solare.
L'intensità e la distorsione spettrale delle particelle solari hanno un impatto significativo sull'efficacia degli scudi. Le eruzioni solari si verificano con poco preavviso e sono quindi difficili da prevedere. Le particelle solari rappresenteranno la maggiore minaccia per gli equipaggi non protetti in orbite polari, geostazionarie o interplanetarie. Fortunatamente, la maggior parte delle tempeste di particelle solari sono di breve durata (meno di 1 o 2 giorni), il che consente di realizzare piccoli ripari per gli astronauti.

### Altri
I rischi di radiazione possono anche provenire da fonti artificiali, ad esempio, indagini mediche, generatori di energia radioisotopica o da piccoli esperimenti come sulla Terra. Le missioni lunari e marziane possono includere reattori nucleari per la produzione di energia o sistemi di propulsione nucleare. Gli igienisti astronautici dovranno valutare i rischi derivanti da queste altre fonti di radiazioni e prendere le misure appropriate per ridurre l'esposizione.
Test di laboratorio pubblicati sul Journal of Plasma Physics and Controlled Fusion indicano che potrebbe essere sviluppato un "ombrello" magnetico per deviare lontano dal veicolo spaziale le radiazioni spaziali nocive. Tale "ombrello" proteggerebbe gli astronauti dalle particelle cariche superveloci che fuoriescono dal Sole. Fornirebbe un campo protettivo intorno alla navicella spaziale simile alla magnetosfera che avvolge la Terra. Questa forma di protezione contro la radiazione solare sarà necessaria se l'uomo intende esplorare i pianeti e ridurre i rischi per la salute derivanti dall'esposizione agli effetti mortali delle radiazioni. Sono necessarie ulteriori ricerche per sviluppare e testare un sistema pratico.